# Nancy Ford Cones
Nancy Ford Cones (* 1869 in Milan (Ohio); † 1962 in Loveland (Ohio)) war eine frühe US-amerikanische Fotografin aus Loveland (Ohio), wo sie das Landleben dokumentierte.

## Biographie
Cones wurde als Tochter eines Arztes geboren. Als sie 25 Jahre alt war, schickte ihr Vater sie in ein Fotostudio, damit sie das Retuschieren von Fotografien lernte. Danach begann sie selbst Fotos zu machen und diese zu bearbeiten. Von ihrer Arbeit beeindruckt, kaufte ihr Vater ihr ein Studio in Mechanicsburg (Pennsylvania). 
Im Jahr 1900 heiratete sie James Cones, ebenfalls Fotograf, der sie bei der Dunkelkammerarbeit unterstützte und häufig das Gummibichromatverfahren verwendete. Das Ehepaar zog zuerst nach Covington (Kentucky), wo sie ein Studio leiteten, bevor sie sich 1905 auf der Roads Inn Farm in der Nähe von Loveland, Ohio niederließen. In diesem Jahr gewann Cones mit dem Fototitel "Threading the needle" nach Edward Steichen den zweiten Platz in einem Eastman-Kodak-Wettbewerb, der 28.000 Einträge zog.  Ihr "Calling The Ferryman" wurde 1907 beim Photo-Era-Wettbewerb zum ersten Mal aufgeführt. Die meisten ihrer Fotografien zeigten Verwandte und Freunde auf dem Bauernhof. Einige von ihnen traten auch in Country Life in America und Woman's Home Companion auf. Im Jahr 1926 verbrachte das Paar ein Jahr in Mariemont, Ohio, wo sie beauftragt worden waren, die neue Stadt zu fotografieren.
Nancy Cones Interesse an der Fotografie hörte nach dem Tod ihres Mannes im Jahr 1939 auf. Sie blieb auf der Loveland-Family-Farm, wo sie im Jahr 1962 starb.